# St. Pantaleon
St. Pantaleon é um município da Áustria localizado no distrito de Braunau, no estado de Alta Áustria.